# Shavar Thomas
Shavar Thomas (Hannah Town, 29 gennaio 1981) è un ex calciatore giamaicano, di ruolo difensore centrale che ha militato nella Nazionale giamaicana.

## Carriera
Nel 2013 viene ingaggiato dal Fort Lauderdale Strikers.